# Marquesado de Matallana

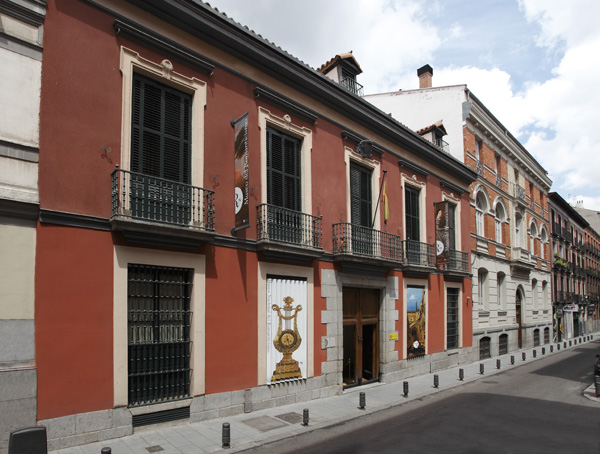
Fachada Principal del palacio del marqués de Matallana, en Madrid

El marquesado de Matallana es un título nobiliario español creado por el rey Felipe V el 31 de agosto de 1745 con el vizcondado previo de las Barreras, a favor del Teniente general Rodrigo de Torres y Morales, ministro del Consejo de Indias.
Rodrigo de Torres y Morales era hijo de Rodrigo de Torres y Messía, señor de los términos de Albatajar, Mejorada la Vieja y Camolijo, y de su esposa Isabel María de Morales y Zupide, señora de las villas de Romanones, Valdemorales e Irueste.
Su denominación hace referencia a la aldea española de Matallana, situada en el municipio de Campillo de Ranas (Guadalajara, Castilla-La Mancha), en plena sierra de Ayllón. Antiguamente pertenecía al desaparecido concejo de El Vado. 

## Marqueses de Matallana
|                        | Titular                            | Periodo                |
| Creación por Felipe IV | Creación por Felipe IV             | Creación por Felipe IV |
| ---------------------- | ---------------------------------- | ---------------------- |
| I                      | Rodrigo de Torres y Morales        | 1745-1753              |
| II                     | Rodrigo de Torres y Ruiz de Rivera | 1753-1762              |
| III                    | Miguel de Torres y Ruiz de Rivera  | 1762-1817              |
| IV                     | Pedro de Torres y Connock          | 1817-1833              |
| V                      | Rodrigo de Torres y Béjar          | 1833-1905              |
| VI                     | Eduardo Esteban y Torres           | 1905-1930              |
| VII                    | Eduardo De Estebán y Frías         | 1930-1973              |
| VIII                   | José Luis De Esteban y González    | 1973-2003              |
| IX                     | José Luis De Esteban y Martínez    | 2003-actual titular    |

## Historia de los marqueses de Matallana
- Rodrigo de Torres y Morales (1687-1753), I Marqués de Matallana.

1. Casó con Isabel Ruiz de Rivera Pimentel y Castañeda. Le sucedió su hijo:

- Rodrigo de Torres y Ruiz de Rivera (n. 1736-1762), II Marqués de Matallana. Sin descendientes. Le sucedió su hermano:

- Miguel de Torres y Ruiz de Rivera (1738-1817),  III Marqués de Matallana.

1. Casó con María Fernanda Connock White, condesa de Albi marquesa de Alviville. Le sucedió su hijo:

- Pedro de Torres y Connock (1773-1833), IV Marqués de Matallana.

1. Casó con Francisca de Paula Béjar y Navascués. Le sucedió su hijo:

- Rodrigo de Torres y Béjar (1828-1905), V Marqués de Matallana.

1. Casó con Ana Valle. Sin descendientes. Le sucedió el hijo de su hermana Matilde de Torres y Béjar que casó con Ramón Esteban Ferraldo, por tanto su sobrino:

- Eduardo Esteban y Torres (n. en 1845/47) VI Marqués de Matallana.

1. Casó con Manuela Frías y Soto. Le sucedió su hijo:

- Eduardo Estebán y Frías (n. en 1883), VII Marqués de Matallana.

1. Casó con Rosario González. Le sucedió su hijo:

- José Luis Esteban y González, VIII Marqués de Matallana. Le sucedió su hijo:

- José Luis Esteban y Martínez, IX Marqués de Matallana.